# Учуань-Гэлао-Мяоский автономный уезд
Учуань-Гэлао-Мяоский автономный уезд (кит. упр. 务川仡佬族苗族自治县, пиньинь Wùchuān Gēlǎozú Miáozú zìzhìxiàn) — автономный уезд городского округа Цзуньи провинции Гуйчжоу (КНР).

## История
Во времена империи Суй в 599 году был создан уезд Учуань (务川县). Во времена монгольской империи Юань первый иероглиф в названии уезда был изменён, и оно стало записываться как 婺川县.
После вхождения этих мест в состав КНР в конце 1949 года был создан Специальный район Цзуньи (遵义专区), и уезд вошёл в его состав. В 1958 году написание названия уезда было изменено обратно с 婺川县 на 务川县. В 1970 году Специальный район Цзуньи был переименован в Округ Цзуньи (遵义地区).
21 августа 1986 года уезд Учуань был преобразован в Учуань-Гэлао-Мяоский автономный уезд.
Постановлением Госсовета КНР от 10 июня 1997 года округ Цзуньи был преобразован в городской округ.

## Административное деление
Уезд делится на 10 посёлков и 5 волостей.